# Slaterocoris atratus
Slaterocoris atratus är en insektsart som först beskrevs av Philip Reese Uhler 1894.  Slaterocoris atratus ingår i släktet Slaterocoris och familjen ängsskinnbaggar. Inga underarter finns listade i Catalogue of Life.